# Fußballjahr 1979
Fußballjahr 1979 | 1980 | 1981 | 1982 | 1983 | ► | ►►

Weitere Sportereignisse

## International

### Nationalmannschaften
- Copa América 1979: Sieger  Paraguay

### Vereine
- Europapokal der Landesmeister 1978/79:  Nottingham Forest, Finale 1:0 gegen Malmö FF
- Europapokal der Pokalsieger 1978/79:  FC Barcelona. Finale 4:3 n. V. gegen Fortuna Düsseldorf
- UEFA-Pokal 1978/79:  Roter Stern Belgrad, Finalspiele 1:1 und 1:0 gegen Borussia Mönchengladbach

- Copa Libertadores 1979:  Club Olimpia, Finalspiele 2:0 und 0:0

### Fußballer des Jahres
- Ballon d’Or 1979:  Kevin Keegan
- Südamerikas Fußballer des Jahres:  Diego Maradona
- Afrikas Fußballer des Jahres:  Thomas N’Kono

## National

### Belgien
- Belgische Meisterschaft: Meister KSK Beveren

### Brasilien
- Brasilianische Meisterschaft: Meister SC Internacional

### Bundesrepublik Deutschland
- Westdeutsche Meisterschaft: Meister Hamburger SV

### DDR
- DDR-Meisterschaft: Meister: BFC Dynamo

### England
- Englische Meisterschaft: Meister FC Liverpool
- FA Cup 1978/79: Sieger FC Arsenal

### Jugoslawien
- Jugoslawische Meisterschaft: Meister Hajduk Split

### Liechtenstein
- Liechtensteiner Cup 1978/79: Cupsieger FC Balzers

### Niederlande
- Niederländische Meisterschaft: Meister Ajax Amsterdam

### Österreich
- Österreichische Fußballmeisterschaft 1978/79: Meister FK Austria Wien
- Österreichischer Fußball-Cup 1978/79: Sieger SpG Wattens-Wacker Innsbruck

### Schottland
- Schottische Meisterschaft: Meister Celtic Glasgow

### Schweiz
- Schweizer Fussballmeisterschaft 1978/79: Meister Servette FC Genève

### Uruguay
- Uruguayische Fußballmeisterschaft: Club Atlético Peñarol

## Frauenfußball
- Fußball-Asienmeisterschaft der Frauen 1979: Meister  Taiwan